# 耀才證券
耀才證券金融集團有限公司（Bright Smart Securities & Commodities Group Limited），簡稱耀才證券或耀才，於1995年在香港創立，2010年於聯交所主板上市（港交所：1428），提供以股票為主的金融服務，當中包括證券買賣、股票孖展融資服務、證券託管及代理人服務、期貨及股票期權買賣，以及槓桿式外匯買賣。
旗下持有耀才財經台，提供股票投資走勢資訊。

## 外部連結
- 耀才證券官方網站 （页面存档备份，存于）
- 耀才財經台 （页面存档备份，存于）
- 耀才證券(寶寶)APP （页面存档备份，存于）
- 耀才期貨(豆豆)APP
- 耀才證券的Facebook專頁
- 耀才證券的新浪微博